# مدير مدرسة القرية
مدير مدرسة القرية (بالألمانية: Der Dorfschullehrer) وتعنون كذلك "الخلد العملاق (بالألمانية: Der Riesenmaulwurf) قصة قصيرة غير مكتملة من تأليف الكاتب التشيكي فرانز كافكا، كتبها بالألمانية في الفترة من ديسمبر 1914 وحتى بداية عام 1915، لم تنشر القصة خلال فترة حياة كافكا ونشرت في 1931 بعد وفاته ضمن مجموعة من قصصه "سور الصين العظيم" (Beim Bau der Chinesischen Mauer) قام بتجميعها صديقه ماكس برود ونشرها في برلين. ظهرت الترجمة الإنجليزية الأولى في عام 1933 في لندن.

## القصة
تبدأ القصة بالراوي الذي يناقش ظهور خلد عملاق في إحدى القرى البعيدة ومحاولة مدير مدرسة تلك القرية لإشهاره وعرضه على العامة، ولكنه بدلاً من ذلك يتلقى انتقادات ساخرة من المجتمع العلمي. يقوم الراوي في مقال يتحدث فيه عن الخلد العملاق بالدفاع عن مدير المدرسة الذي لا يعرف حتى بالضبط من هو، محاولة الراوي كانت حتى أكثر فشلاً. وخلال عيد الميلاد يجتمع الراوي بمدير مدرسة القرية ويناقشا معاً من غير إكمال المحادثة الدوافع لكل منهما والنتائج الفاشلة غير المتوقعة.

## وصلات خارجية
- مدير مدرسة القرية، على كتب جوجل.
- مدير مدرسة القرية، على الفهرس العالمي.
- مدير مدرسة القرية، على ويكي مصدر الألمانية.